# Cretoglaresis nana
Cretoglaresis nana är en skalbaggsart som beskrevs av Nikolajev 2007. Cretoglaresis nana ingår i släktet Cretoglaresis och familjen Glaresidae. Inga underarter finns listade i Catalogue of Life.